# Lungenfunktion

Anspannen des Zwerchfells (grün) nach unten und Aufspannen des Brustkorbs (schwarz), lässt Luft (hellblau) einströmen und die Lungenflügel (rosa) beim Einatmen größer werden.

Als Lungenfunktion (früher auch als Atmungsfunktionen bezeichnet) wird die physiologische Befähigung der Lunge als Organ für den Gasaustausch bei der äußeren Atmung von lungenatmenden Schnecken, Amphibien, Reptilien, Vögeln und Säugetieren einschließlich des Menschen bezeichnet. Im medizinischen Alltag hat sich der Begriff Lungenfunktion (Abk. Lufu) auch (kurz für Lungenfunktionstest) als Sammel- und Oberbegriff für die verschiedenen Untersuchungsverfahren der Lungenvolumina (vgl. auch Messgrößen) und anderer Kennzahlen der Lungenfunktion eingebürgert, beispielsweise der Spirometrie („kleine Lungenfunktion“) und der Bodyplethysmographie („große Lungenfunktion“).

## Physiologische Lungenfunktion
Die physiologische Funktion der Lunge besteht im sogenannten Gasaustausch, der Aufnahme von Sauerstoff in den Körper und Abgabe von Kohlendioxid aus dem Körper. Damit spielt die Lunge auch in der Regulation des Säure-Basen-Haushaltes eine wichtige Rolle.

## Untersuchungsverfahren

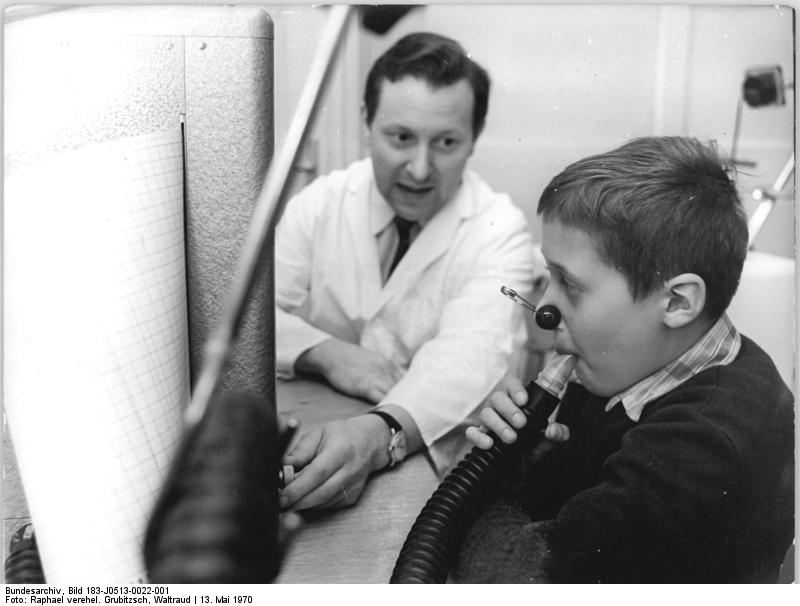
Lungenfunktionstest, Universitätskrankenhaus Leipzig, 1970

Die üblichen, als Lungenfunktion benannten Untersuchungsverfahren befassen sich weniger mit dem Gasaustausch als mit der Struktur des bronchialen Systems. In diesem System der Lunge finden sich die häufigsten Störungen. Asthma bronchiale und chronisch obstruktive Lungenerkrankung betreffen primär die Bronchien. Nur in Spezialfällen werden die Blutgase überprüft, so etwa bei apparativ beatmeten Patienten. Auch Diffusionsmessungen sind selten.

### Spirometrie
Die Spirometrie stellt eine nicht-invasive Methode in der Lungenfunktionsdiagnostik dar, die mit geringem apparativen Aufwand und kurzer Untersuchungsdauer Informationen über Art und Schwere einer Lungenfunktionsstörung liefert. Die Grundlage für spirometrische Lungenfunktionsmessungen bildet die Erfassung der Strömungsgeschwindigkeit der Atemluft gegen die Zeit, ein Vorgang, der auch als Pneumotachographie bezeichnet wird. Die daraus abgeleitete Atemstromstärke bildet die Grundlage weiterer Atemparameter (z. B. Atemvolumina).
Die Spirometrie erfasst das aktuell geatmete Atemvolumen, indem der gemessene Atemstrom über die Zeit integriert wird. In der grafischen Darstellung ergibt sich ein (Atem)Volumen-Zeit-Diagramm, das Spirogramm. Aus diesem lassen sich Parameter wie das Atemzugvolumen, das exspiratorische und inspiratorische Reservevolumen, sowie die Vitalkapazität ablesen. Diese Volumina stellen statische Atemparameter dar und werden bei normaler bis vertiefter Atmung registriert.
Für weitergehende diagnostische Zwecke wird eine forcierte Spirometrie durchgeführt, mit der sogenannte dynamische Atemparameter bestimmt werden. Aus dem forcierten Spirogramm lässt sich z. B. die Einsekundenkapazität (FEV1) bestimmen, einem wichtigen Parameter zur Diagnostik von obstruktiven Lungenfunktionsstörungen. Setzt man diese in Relation zur forciert ausgeatmeten Vitalkapazität (FEV, engl. forced exspiratory volume), erhält man den Tiffeneau-Index.
Trägt man die gemessenen Atemstromstärken bei forcierter Exspiration und (zügiger) Inspiration kontinuierlich gegen das aktuelle Lungenvolumen grafisch auf, so erhält man die Fluss-Volumen-Kurve. Aus dem Kurvenverlauf kann bereits auf eine mögliche Funktionsstörung der Lunge geschlossen werden. Wichtige klinische Parameter sind die maximale exspiratorische Atemstromstärke (PEF, englisch peak expiratory flow) sowie die mittleren Atemstromstärken während der Ausatmung (MEF, englisch mean exspiratory flow). Sind die Werte dieser Parameter vermindert, so deutet das auf eine obstruktive Lungenerkrankung hin.
Da diese spirometrisch ermittelten Parameter entscheidend für eine Therapie und Prognose bei einer Lungenfunktionsstörung sind, ist eine gute Mitarbeit der Patienten von großer Bedeutung. Menschen mit eingeschränkten geistigen Fähigkeiten und auch Kinder sind nicht immer zur ausreichenden Mitarbeit zu motivieren. Anhand der Kurvenverläufe lässt sich in der Regel der Grad der Patientenmitarbeit ableiten.

### Ganzkörperplethysmographie/Bodyplethysmographie
Eine weitere Methode der Lungenfunktionsmessung ist die Bodyplethysmographie mit der Messung des Atemwegswiderstandes. Das Problem einer Widerstandsmessung der gesamten Atemwege ist, den Luftdruck in den Lungenbläschen zu bestimmen, der die gemessene Luftströmung durch die Bronchien auslöst. Je höher dieser in den Lungenbläschen aufgebaute Druck sein muss, um eine bestimmte Strömung zu erzeugen, desto mehr muss man sich beim Atmen anstrengen und desto höher ist der Atemwegswiderstand (Resistance).
Der Bodyplethysmograph wird als eine Kabine mit einem (weitgehend) abgeschlossenen Luftvolumen ausgeführt, sie sieht wie eine kleine Telefonzelle aus. Der Aufwand der Messung ist also deutlich höher. Mit diesem abgeschlossenen Luftvolumen kann man eine Dehnung oder Kompression des Brustkorbes bestimmen. Der Drucksensor bestimmt die Änderung des Luftdruckes in der Kabine, der sich entgegengesetzt proportional zur Änderung des Luftdruckes im Brustkorb und damit in den Lungenbläschen verhält. Der Proportionalitätsfaktor ist hierbei vom Lungenvolumen abhängig.
Die Bestimmung der spezifischen Resistance ist weniger mitarbeitsabhängig als die Spirometrie, da der Proband nur ruhig in das Mundstück atmen muss.
Zur Bestimmung des Lungenvolumens wird die Atmung am Mund mit einem Verschluss unterbrochen. Der Proband atmet gegen den Verschluss an und Munddruck und thorakale Bewegung werden registriert. Aus dem Verhältnis des thorakalen Verschiebevolumen und dem Mund- / Lungendruck multipliziert mit dem Umgebungsdruck wird über das Boyle-Mariott'sche Gesetz das aktuelle Lungenvolumen bestimmt. Damit ist die Bestimmung weiterer Messgrößen möglich, zum Beispiel das maximal mögliche Luftvolumen in der Lunge (Total Lung Capacity TLC, Totalkapazität) und das nicht ausatembare Restvolumen der Lunge (Residualvolumen RV). Für diese Werte ist es notwendig, während der Messung auch eine Spirometrie durchzuführen. Dies wird in der Regel auch gemacht.

### Andere Methoden
Es gibt noch zwei andere Möglichkeiten, den Atemwegswiderstand zu bestimmen, die Oszillometrie (heute ausgeführt als Impulsoszillometrie) und die Shuttermethode. Die Impulsoszillometrie kann den Widerstand mit Luftstößen in die Lunge feststellen. Die Shuttermethode vertraut darauf, dass bei kurzem Verschluss der Atemwege sich der Druck von den Alveolen bis in den Mundraum ausgleicht, was bei krankhaft veränderten Atemwegen aber zunehmend schlechter funktioniert.
Keine dieser Alternativmethoden kann das Lungenvolumen und damit die TLC und das RV bestimmen.

### Bronchospasmolysetest
Bei der Bronchospasmolyse wird die Reversibilität der bronchialen Obstruktion getestet. Hierzu wird untersucht, ob man beim Patienten durch Anwendung von Atemsprays eine Verringerung des Atemwegswiderstandes (Rtot) erzielen kann. Diese geht mit einer Zunahme der FEV1 einher. Typischerweise ist die Obstruktion im Rahmen eines Asthma bronchiale reversibel, die Obstruktion bei einer chronisch obstruktiven Bronchitis ist niemals vollkommen reversibel.
Bei einer reversiblen Obstruktion vermindert sich durch den Bronchospasmolysetest ergänzend auch das bodyplethysmographisch primär messbar erhöhte Residualvolumen; die Differenz wird als Volumen pulmonum auctum bezeichnet.

## Messwerte

### Vitalkapazität
Einheit: Liter (l). Die Vitalkapazität ist das Lungenvolumen, das maximal willkürlich geatmet werden kann, und entspricht dem gesamten atembaren Lungenvolumen. Es setzt sich additiv aus dem Atemzugvolumen (AZV), dem inspiratorischen Reservevolumen (IRV) und dem exspiratorischen Reservevolumen (ERV) zusammen. Die Vitalkapazität (VC) stellt somit ein Maß für die Ausdehnungsfähigkeit (Compliance) von Lunge und Thorax dar. Sie ist abhängig vom Alter und der Größe eines Menschen sowie von Geschlecht und Trainingszustand. Die Normwerte können näherungsweise mit Regressionsgleichungen berechnet werden, wie sie die Europäische Gemeinschaft für Kohle und Stahl (EGKS) herausgegeben hat. Für einen jungen Mann von 1,80 Größe beträgt die Vitalkapazität etwa 5,5 Liter (für Frauen 1 Liter weniger). Mit zunehmendem Alter nimmt sie ab; die Werte liegen dann etwa 1,5 Liter unter denen junger Menschen.
Die angegebenen Werte stellen Maximalwerte dar. Im Alltag und auch bei größeren sportlichen Anstrengungen wird die Vitalkapazität in der Regel nicht voll ausgeschöpft.
Die Vitalkapazität und insbesondere die totale Lungenkapazität dienen als klinische Parameter zur Einschätzung der Lungenfunktion bei einer restriktiven Lungenfunktionsstörung. Erniedrigte Werte deuten auf eine eingeschränkte Dehnbarkeit von Lunge oder Thorax hin. Zur korrekten Diagnose müssen zusätzliche klinische Lungenfunktionsparameter herangezogen werden, da auch bei einer obstruktiven Lungenerkrankung die Vitalkapazität herabgesetzt sein kann. Eine restriktive Lungenfunktionsstörung kann bei Thoraxdeformation, Muskelschwäche oder Adipositas auftreten.

### Einsekundenkapazität
Die Einsekundenkapazität (SK) ist dasjenige Volumen, das innerhalb einer Sekunde aus maximaler Inspirationslage forciert ausgeatmet werden kann. Die Messung der SK ist eine einfache Methode, um eine obstruktive Lungenfunktionsstörung zu erfassen.
Man unterscheidet die absolute von der relativen SK. Die absolute SK (Forciertes Exspiratorisches Volumen in 1 Sekunde: FEV1) wird in Volumeneinheiten angegeben. Die individuellen Messwerte werden in Abhängigkeit von Alter, Geschlecht, Größe und Gewicht in Beziehung zu Sollwert-Standard-Tabellen der Europäischen Gemeinschaft für Kohle und Stahl gesetzt.
Die relative SK (FEV1%VC), auch Tiffeneau-Index genannt, wird in Prozent der inspiratorisch gemessenen Vitalkapazität (FEV1%IVC) oder in Deutschland meistens in Prozent der bei forcierter Exspiration gemessenen Vitalkapazität (FEV1%FVC) angegeben. Die relative SK darf nur zur Beschreibung einer Obstruktion benutzt werden, solange die VC im Normbereich liegt. Wenn bei schwerer Obstruktion aufgrund der vermehrten Atemarbeit auch die VC eingeschränkt ist, wird die relative SK falsch normal berechnet. In solchen Fällen muss die absolute SK zur Beurteilung herangezogen werden.
Der Nachteil der SK-Messung ist die Abhängigkeit von der Patientenmitarbeit.
Die Aufzeichnung der Stromstärke oder des Atemflusses gegen das Volumen bietet weitere Messgrößen, zum Beispiel der Spitzenexspiratorische Fluss oder Peak Flow (PEF)

### Maximaler exspiratorischer Fluss (MEF)
MEF25/50/75 (Einheit l/s): Exspiratorischer Fluss bei 25/50/75 % der forcierten VC: Maximale exspiratorische Atemstromstärke bei 25/50/75 % im Thorax befindlicher Vitalkapazität, d. h., wenn bereits 75/50/25 % der Vitalkapazität ausgeatmet sind.

### Atemwegswiderstand (Resistance)
Die Resistance (Raw) (Einheit kPa × s × l−1, gemessen durch eine Druckdifferenz pro Volumenflow) ist ein dynamisches Maß für den Strömungswiderstand (bestehend aus dem viskösen Deformationswiderstand von Lungen- und Brustwand sowie dem eigentlichen Atemwegswiderstand) in den Atemwegen bei definierter Atmung. Der Atemwegswiderstand ist ein empfindlicher Parameter für die zentrale Atemwegsobstruktion. Eine Widerstandsabnahme im Bronchospasmolysetest deutet auf eine medikamentös beeinflussbare Reversibilität der Obstruktion hin.
Schweregrade:
Raw ≤ 0,35 kPa*s/l: keine; Raw 0,36 – 0,60 kPa*s/l: leichte; Raw 0,61 – 0,90 kPa*s/l: mittelschwere; Raw > 0,90 kPa*s/l: schwere Obstruktion

#### Spezifischer Atemwegswiderstand
Der spezifische Atemwegswiderstand (sRaw) ist eine Messgröße.
Er wird durch Anlage einer Tangente an die aufgezeichnete Atemschleife definiert.
Im spezifischen Atemwegswiderstand sind sowohl resistive- als auch Volumenanteile enthalten, ohne sie differenzieren zu können.
Erst durch die Bestimmung des ITGV (FRC pleth) und der Quotientenbildung sRAW/ITGV+VT/2=RAW kann der volumenbezogene Widerstand bestimmt werden.
Die nachstehende Gleichung ist zwar mathematisch richtig, aber physiologisch falsch!
(sR) Raw/TGV kPa × s (spezifische Resistance)

### Lungenvolumen
Man unterscheidet verschiedene Lungenvolumina (Atemvolumina):

#### Statische Atemvolumina
Zu den statischen Atemvolumina gehören (zusammengesetzte Volumina werden Kapazitäten genannt):
1. Atemzugvolumen (AZV), auch Tidalvolumen, beschreibt das Volumen, das bei einer normalen Einatmung eingeatmet wird (ca. 0,5 l)
2. Inspiratorisches Reservevolumen (IRV), beschreibt das Volumen, das nach normaler Inspiration noch zusätzlich eingeatmet werden kann
3. Exspiratorisches Reservevolumen (ERV), beschreibt das Volumen, das nach normaler Exspiration noch ausgeatmet werden kann
4. Residualvolumen (RV), beschreibt das Volumen, das nach maximaler Exspiration in der Lunge verbleibt (nicht ausatembar). Spirometrisch nicht erfassbar.
5. Inspiratorische Kapazität (IC), setzt sich zusammen aus Atemzugsvolumen und inspiratorischem Reservevolumen, beschreibt die Luftmenge, die nach normaler Exspiration eingeatmet werden kann.
6. Inspiratorische Vitalkapazität (IVC), setzt sich zusammen aus Atemzugsvolumen, inspiratorischem Reservevolumen und exspiratorischem Reservevolumen, beschreibt die Luftmenge, die nach maximaler (forcierter) Exspiration maximal eingeatmet werden kann, also die maximale Ausdehnungskapazität der Lunge.
7. Totale Lungenkapazität (TLC), beschreibt das Volumen, das sich nach maximaler Inspiration in der Lunge befindet. Setzt sich zusammen aus Vitalkapazität und Residualvolumen.
8. Funktionelle Residualkapazität (FRC), setzt sich zusammen aus exspiratorischem Reservevolumen und Residualvolumen, beschreibt die Luftmenge, die nach einer normalen Ausatmung in der Lunge verbleibt. Die FRC wird nicht mittels Ganzkörperplethysmographie, sondern mit der „Gasauswaschmethode“ bestimmt.
9. Thorakales Gasvolumen (TGV) (Syn.: Intrathorakales Gasvolumen (ITGV)), beschreibt wie die FRC ebenfalls die nach normaler Exspiration in der Lunge enthaltene Luftmenge, wird aber über Bodyplethysmographie bestimmt und berücksichtigt daher auch Gasvolumina, die nicht in direktem Kontakt mit dem Tracheobronchialraum stehen (zum Beispiel ein Pneumothorax oder nichtbelüftete Lungenabschnitte bei älteren Patienten). Daher kann das TGV einen größeren Wert liefern als die FRC; beim jungen, lungengesunden Menschen sind sie meist identisch.

#### Dynamische Atemvolumina
Die dynamischen Atemvolumina geben die Verschiebung der statischen Atemvolumina pro Zeitspanne an, dazu gehören:
1. Atemgrenzwert, auch MVV, von engl.: Maximal Voluntary Ventilation: maximal erreichbares Atemzeitvolumen
2. Einsekundenkapazität, auch FEV1, von engl.: Forced Expiratory Volume in 1 second

## Störungen

### Ventilationsstörungen
Ventilationsstörungen der Lunge sind entweder Belüftungsstörungen oder eine Behinderung des Gasaustausches. Es wird zwischen obstruktiver und restriktiver, beispielsweise infolge von Adipositas auftretender, Ventilationsstörung unterschieden.

#### Obstruktive Ventilationsstörung
Bei der obstruktiven Lungenfunktionsstörung ist der Atemwegswiderstand erhöht. Verursacht werden kann dies durch Sekret oder Fremdkörper in den Atemwegen – Bronchien (zum Beispiel bei chronischer Bronchitis), durch einengenden Druck von außen (zum Beispiel Tumor oder Ödeme), durch Emphyseme (Lungenüberblähung) oder Verengung der Bronchien z. B. durch Asthma bronchiale oder spastische Bronchitis.
Die obstruktive Lungenfunktionsstörung zeigt sich im Tiffeneau-Test durch forcierte Exspiration, wobei das forcierte exspiratorische Sekundenvolumen (FEV1) erniedrigt ist, die forcierte Vitalkapazität (FVC) aber gleich bleibt.
Ebenso können ein erhöhtes Residualvolumen sowie eine verminderte Vitalkapazität bei länger andauernder Obstruktion diagnostiziert werden.
Krankheitsbilder, die eine Obstruktive Ventilationsstörung verursachen, sind Asthma, chronische Bronchitis bzw. COPD, Fremdkörperaspiration.

#### Restriktive Ventilationsstörung
Bei der restriktiven Lungenfunktionsstörung ist die Vitalkapazität und die totale Lungenkapazität vermindert. Verursacht ist dies durch eine eingeschränkte Compliance des Atemapparats (die Dehnungsfähigkeit ist eingeschränkt). Das Auftreten einer restriktiven Lungenfunktionsstörung kann zum Beispiel an Verwachsungen der Pleura, Lungenfibrose, Verlust von Lungengewebe oder Thorax-Beweglichkeit (zum Beispiel Skoliose, Trichterbrust) liegen.

### Perfusions- und Diffusionstörungen
Die pulmonale Perfusion ist die Durchblutung der Lungenkapillaren, angepasst an die Ventilation. Im Zonenmodell nach John B. West nimmt beim Gesunden entsprechend der Schwerkraft sowohl die Lungenventilation als auch die Lungenperfusion von oben (apikal) nach unten (basal) zu, wobei das Ventilations-Perfusions-Verhältnis in gleicher Richtung abnimmt und der optimale Wert (alveoläre Ventilation : kapilläre Perfusion = 0.8) dabei in der Mitte liegt.
Die Diffusion ist ein passiver Transportvorgang, Teilchen wandern vom Ort höherer Konzentration zum Ort niedriger Konzentration.
Gasaustausch in der Lunge: O2 gelangt aus der Luft in den Alveolen durch die Membran in die Kapillaren, CO2 aus dem Lungenkapillarblut in die Alveole.
Perfusionsstörungen:
Bei Gefäßverschlüssen ist die Perfusion im Verhältnis zur Ventilation eingeschränkt. Es kommt zu einem Missverhältnis von Durchblutung und Belüftung von Lungenabschnitten.
Beispiele für solche gestörte regionale Ventilations-Perfusions-Verhältnisse sind Lungenembolie, Lungenfibrose (Verdickung der Alveolarmembran) und Lungenemphysem (Lungenüberblähung). Bei eingeschränkter oder fehlender Perfusion wird der Totraum vergrößert (der Raum, der nicht am Gasaustausch beteiligt ist).
Diffusionsstörungen:
Sind Gasaustauschstörungen, die zu einer Lungenfunktionsstörung führen.
Das können sein: verlängerter Weg des Austausches von O2/CO2 bei Lungenfibrose durch Verdickung der Alveolarmembran oder beim Lungenödem durch Flüssigkeitseinlagerung.
Verlust von Alveolen: Austauschfläche ist verkleinert bei Pneumonie und Lungenemphysem.
Verkürzte Kontaktzeit: bei Lungenresektion.